# Iglesia-panteón de los marqueses de Moya
La iglesia-panteón de los Marqueses de Moya es un templo católico ubicado en el municipio español de Carboneras de Guadazaón, en la provincia de Cuenca. El inmueble, único resto en la actualidad del desaparecido convento de Santa Cruz, tiene el estatus de bien de interés cultural.

## Descripción

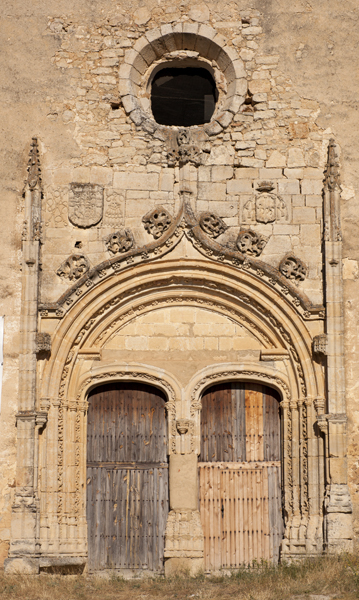
Portada del inmueble

La iglesia panteón de los Marqueses de Moya se ubica en el municipio conquense de Carboneras de Guadazaón, en la comunidad autónoma de Castilla-La Mancha. Se encuentra junto a la N-420, carretera que une las ciudades de Cuenca y Teruel, fuera del núcleo urbano de Carboneras. Formó parte de un convento de Padres Dominicos y Estudio General de Teología y Filosofía tomistas, conocido como convento de Santa Cruz.
Es el único edificio que queda del conjunto original. La iglesia está construida en un estilo gótico isabelino, con una notable portada. El interior conservaba a finales del siglo XX la bóveda de crucería primitiva con sus nervaduras sin retoques ni alteraciones. El resto de la nave fue reformada en el siglo XVIII por Martín de Aldehuela, recubriéndose las paredes, artesonados y pilastras con yesos, según su estilo y época, resultando un estucado de notable belleza. También se conserva la tumba de sus fundadores, los marqueses de Moya –Andrés de Cabrera y Beatriz de Bobadilla— personajes destacados durante el reinado de los Reyes Católicos.
Fue declarada monumento histórico artístico de carácter nacional el 6 de marzo de 1981, mediante un real decreto publicado el 15 de junio de ese mismo año en el Boletín Oficial del Estado, en un texto con la rúbrica del rey Juan Carlos I y del ministro de Cultura Íñigo Cavero Lataillade.
En la actualidad cuenta con el estatus de bien de interés cultural.